# Пролеткино
Акционе́рное о́бщество «Пролета́рское кино́» («Пролеткино́») — советская кинокомпания по производству хроникальных, производственных и художественных фильмов, организации кинопроката, киноустановок в рабочих районах, деревнях и расположениях красноармейских частей. Создана в 1923 году по инициативе и на средства профсоюзов.

## История
2 декабря 1922 года в Московском городском совете профессиональных союзов (МГСПС) состоялось совещание по вопросу о создании кинокооперативного объединения «Пролеткино» при участии представителей ВЦСПС, ЦК Рабиса, ЦК РКСМ, Госпроката, Всероссийского фотокинематографического отдела (ВФКО), кинематографической конторы «Кино-Москва», киносекции ВСНХ и других. Участники совещания пришли к единодушному заключению о своевременности, назревшей необходимости и возможности организации нового рабочего кинокооператива.
6 февраля 1923 года было проведено учредительное собрание пайщиков, 28 апреля Совет труда и обороны (СТО) утвердил устав товарищества на паях «Пролетарское кино», 15 июня состоялось первое собрание пайщиков. Учредителями товарищества являлись ВЦСПС совместно с центральными комитетами крупнейших профсоюзов (МГСПС, ЦК союзов железнодорожников, металлистов, горнорабочих), ПУР и ЦК Рабис. Большей частью акций владели профсоюзы. В президиум правления вошли: Д. Н. Бассалыго (председатель), Б. Ф. Малкин и З. Миркин.
Согласно уставу товарищества в его задачи входило:

1. создание кинокартин производственного, научного, художественно-революционного характера и выявление хроники выдающихся событий государственной, профессиональной и хозяйственной жизни Республики;
2. организация передвижных кинематографов в рабочих районах, деревнях и расположениях красноармейских частей;
3. обслуживание аппаратурой, художественным и техническим материалом, а также лекторскими силами;
4. строгий отбор фильм, действительно отвечающих запросам и интересам пролетариата;
5. учреждение киностудий и кружков по изучению кино;
6. издание книг, журналов и брошюр по кинематографии.Из Устава «Пролеткино», журнал «Пролеткино» № 1—2 1923

«Пролеткино» организовывалось как сильнейшая альтернатива «Госкино» и «Севзапкино», на культсовещаниях в ВЦСПС обсуждались организационные вопросы по созданию товарищества. В резолюции по вопросам пропаганды, печати и агитации ХII съезда РКП(б) отмечалось, что съезд «обращает внимание также на необходимость оказания содействия и Пролеткино в его работе по созданию производственных и революционных фильм».

## Деятельность
«Пролеткино» начало свою деятельность в марте 1923 года с основным капиталом в 150 тыс. рублей (по другим сведениям — в 600 тыс. золотых рублей). Кинокомпания не занималась прокатом заграничных картин, а ограничила свою коммерческую деятельность прокатом картин советского производства и развитием кинотеатральной сети. Первоначально в компании доминировал выпуск картин производственного характера, освещающих главные события хозяйственной, общественной и государственной жизни страны. Выпускались периодические хроникальные издания «Хроника Пролеткино», а также культурфильмы. С развитием компании под влиянием требований рынка увеличилось и производство художественных фильмов.
Были созданы областные управления «Пролеткино»: Сибирское, Северо-Западное, Дальневосточное, Поволжское, Северо-Кавказское и другие. Для обслуживания сельского населения использовались киновагоны и киноавтомобили. В марте 1923 года была создана учебная студия «Пролеткино» в Москве (заведующий студией В. К. Туркин), в конце года — в Саратове. Студии готовили сценаристов, режиссёров и актёров кино, но просуществовали лишь до осени 1924 года.
В мае 1923 года были проведены первые хроникальные съёмки «Пролеткино», в июне состоялся первый общественный просмотр, где были показаны сделанные за это время хроникальные и производственные картины: «1 мая 1923 года в Москве», «На боевом посту», «Работа МСПО» и «Экскурсия швейников». С июня 1923 года товариществом начал издаваться журнал «Пролеткино», его первым ответственным редактором стал Н. А. Лебедев, в 1924 году — А. И. Зонин. Журнал выходил в печать нерегулярно. В марте 1924 года при «Пролеткино» было создано «Общество содействия пролетарскому кино» (ОСПК). Эта добровольная общественная организация должна была в международном масштабе пропагандировать идеи «Пролеткино». Ёе возглавил один из руководителей ПУРа П. И. Павловский.
В апреле 1924 года товарищество на паях «Пролеткино» было преобразовано в акционерное общество. В 1924 году был подготовлен проект положения о вступлении Наркомпроса РСФСР в лице Госкино в АО «Пролеткино» с приобретением 50 % акций. Однако этот проект не был осуществлён. В конце 1924 года в число акционеров «Пролеткино» вошло Центральное управление социального страхования.
Правление «Пролеткино» периодически менялось. В 1924 году в него входили: Д. Н. Бассалыго (председатель), А. Л. Акмолинский, Б. Я. Корак, А. А. Валениус, А. М. Алексинский. В апреле 1925 года председателем правления стал И. Н. Бурсак, членами правления: К. И. Фельдман, А. Е. Федотов, Г. А. Целлер, В. Э. Мейерхольд. Заведующим производственным отделом «Пролеткино» и одновременно директором фабрики был назначен А. А. Ханжонков.
За 1924—1925 год «Пролеткино» выпустило в прокат 30 картин, план по выпуску был перевыполнен на 30 %. Кинофильм «Комбриг Иванов» был показан за границей, велись переговоры о демонстрации фильмов кинокомпании во Франции, Италии, Германии и США. В марте 1925 года «Пролеткино» подписало договор о передаче проката «Совкино», в июле в акционерное общество была передана 6-я фабрика «Госкино».
1 августа 1925 года было создано художественное бюро «Пролеткино», ведающее всеми сценарно-художественными вопросами. Председателем художественного совета был назначен А. Е. Федотов. В конце 1925 года «Пролеткино» закупило за границей для своей кинофабрики съёмочные аппараты «Дебри» и в большом количестве современную осветительную аппаратуру, также планировалось создание новой кинофабрики в Ленинграде.
11 мая 1926 года в газете «Кино» были опубликованы результаты обследования РКИ деятельности «Пролеткино», была обнаружена задолженность кинокомпании в размере 800 тыс. рублей. 28 мая 1926 года состоялось экстренное собрание акционеров «Пролеткино», которое признало необходимым приступить к ликвидации некоторых отделов, сокращению штатов и постепенному свёртыванию кинопроизводства.
В начале июня 1926 года на собрании акционеров было принято решение сократить производственные планы, не начинать новых крупных проектов, за счёт ликвидации некоторых отдельных предприятий ликвидировать задолженность. Фабрика «Пролеткино» передавалась «Госкино». Ликвидировались отделения в Ленинграде, Баку, Минске и на Дальнем Востоке. Штат «Пролеткино», состоявший ранее из 300 человек, был сокращён в 10 раз. Последними выпущенными в прокат картинами стали «Расплата» и «Мабул». В 1926 года акционерное общество потерпело банкротство, был создан ликвидком по делам акционерного общества «Пролеткино».
Осенью 1926 года И. Н. Бурсак, К. И. Фельдман, А. А. Ханжонков были арестованы по делу шестнадцати руководящих работников «Госкино» и «Пролеткино», обвинённых в бесхозяйственности и злоупотреблении служебным положением. 22 апреля 1927 года в ходе суденого заседания Московского губернского суда К. И. Фельдман был оправдан, И. Н. Бурсака осудили на 1 год, А. А. Ханжонкова — на полгода. От отбытия наказания в силу разных обстоятельств их освободили.
14 сентября 1928 года вышло постановление пайщиков «Пролеткино» об окончательном прекращении действия ликвидкома.

## Избранная фильмография
- 1923 — Борьба за «Ультиматум»
- 1923 — Комбриг Иванов
- 1924 — В дебрях быта
- 1924 — Из искры — пламя / Нить за нитью
- 1924 — Красный тыл
- 1924 — Приключения попа Фалалея Обалдуева (короткометражный, Саратовское отделение «Пролеткино»)
- 1924 — Остров юных пионеров / Юные пионеры
- 1924 — Похороны В. И. Ленина (документальный, совм. с «Госкино»)
- 1924 — Под знаком ленинизма (документальный)
- 1924 — Отдых рабочих в Крыму (документальный)
- 1925 — Багдадский вор
- 1925 — Мусульманка
- 1925 — Великий перелёт / Перелёт Москва — Пекин (документальный)
- 1925 — Кто кого? (Саратовское отделение «Пролеткино»)
- 1926 — Винтик из другой машины
- 1926 — Контрабандисты / Борьба за золото
- 1926 — Глаза Андозии / Клокочущий Восток / Борьба за нефть
- 1926 — Расплата / За что?
- 1926 — Чёрная смерть (Саратовское отделение «Пролеткино»)
- 1926 — Мабул / Против воли отцов (совм. с «Совкино»)[48]
- 1926 — Лензолото (не завершён)
- 1926 — Тернистый путь (не завершён)

## Комментарии
1. ↑  До апреля 1924 года — Паевое товарищество «Пролетарское кино».